# Judith

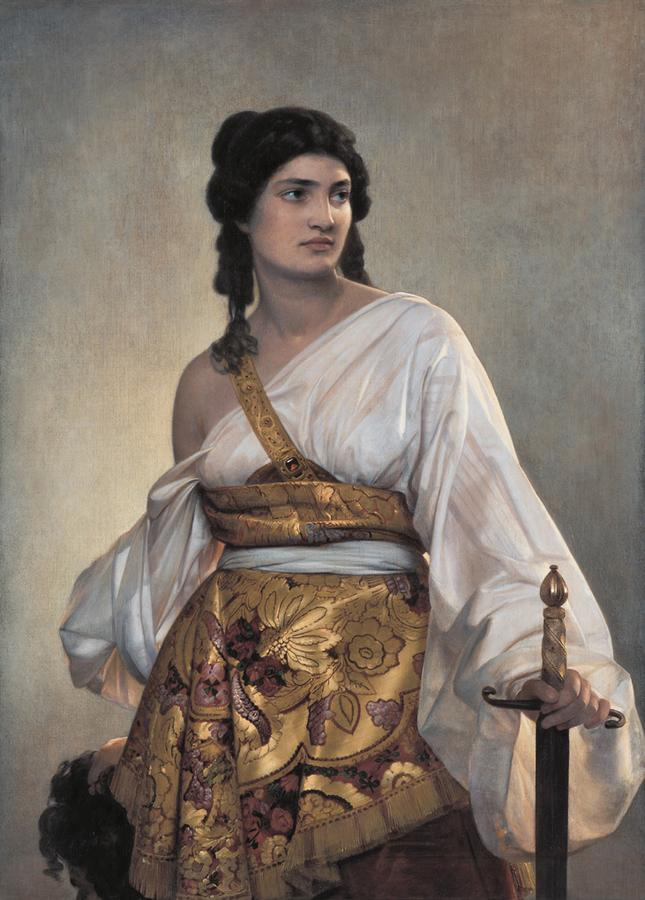
Tranh của August Riedel về Judith

Judith là một nữ nhân góa phụ được kể trong Kinh Thánh. Vụ lấy thủ cấp Holofernes được kể lại trong Sách Judith, và là chủ đề của nhiều bức tranh và tác phẩm điêu khắc từ thời Phục hưng và thời kỳ Baroque. Trong câu chuyện, Judith là một góa phụ xinh đẹp đã lẻn vào lều của Holofernes và nhân lúc ông này say ngủ đã ra tay hạ thủ lấy đi thủ cấp của vị tướng Assyria khi ông chuẩn bị chỉ huy đạo quân phá hủy thành phố Bethulia quê hương của Judith. Trong hội họa, nghệ thuật châu Âu, Judith rất thường xuyên được khắc họa. Đối với nhiều nghệ sĩ và học giả, vẻ nữ tính bị giới tính hóa của Judith đôi khi kết hợp trái ngược với sự hung hãn nam tính khi Judith là một trong những người phụ nữ đức hạnh mà Van Beverwijck đã nhắc đến và một ví dụ phổ biến về chủ đề biểu tượng Quyền lực nữ giới. Nhiều người cho rằng lá Q cơ được liên hệ nhiều nhất với Judith vì khác với lá bài K cơ được gắn với vị vua cụ thể, lá bài Q cơ không nêu đích danh bất cứ một vị hoàng hậu nào nhưng theo trang Playing Card Factory cho hay nhân vật in trên lá Q cơ của bộ bài Tây (tú lơ khơ) có thể là góa phụ Judith trong Kinh thánh. 

## Câu chuyện
Câu chuyện nổi tiếng của Judith được tìm thấy trong một số tác phẩm về Septuagint là bản dịch tiếng Hy Lạp của Kinh thánh Do Thái là nền tảng cơ bản của Kinh Cựu ước. Theo cuốn Sách Judith là một trong những tác phẩm về Septuagint, câu chuyện bắt đầu dưới thời vua Nebuchadnezzar là người trị vì vương quốc Assyria vốn là vùng đất nói tiếng Do Thái, bao gồm miền bắc Iraq, đông bắc Syria, đông nam Thổ Nhĩ Kỳ và các khu vực rìa phía tây bắc Iran ngày nay. Vua Nebuchadnezzar lệnh cho Holofernes là vị tướng giỏi nhất của mình đi viễn chinh, trừng phạt người Israel (chủ yếu là người Do Thái) vì không chịu tôn thờ ông mà Nebuchadnezzar xem đó là hành vi bất kính. Quân đội của tướng Holofernes nhanh chóng bao vây thành phố Bethulia của Israel, nơi góa phụ Judith sinh sống.
Người Israel tôn thờ và cầu nguyện để được đấng tối cao cứu thoát khỏi chiến tranh. Nhưng khi nguồn nước và lương thực dần cạn kiệt, họ mất dần niềm tin vào đấng tối cao. Các trưởng lão trong thành tuyên bố chờ thêm 5 ngày để xem có chuyển biến mới hay không. Nếu không, họ sẽ đầu hàng quân đội của tướng Holofernes. Biết được điều này, Judith cầu nguyện đấng tối cao và bắt tay thực hiện một kế hoạch trong 5 ngày. Cảm thương cho thân phận người dân trước gót giày xâm lăng và vững tin vào Chúa, Judith đã tự vấn tóc, mặc lên người bộ đồ đẹp nhất và bước vào doanh trại địch, giả đò mang theo thông tin cho Holofernes. Judith cùng tỳ nữ tới căn phòng, cởi bỏ chiếc khăn và lớp quần áo góa phụ, tắm rửa và bôi dầu thơm lên người, chải tóc, đội vương miện và mặc trang phục thường diện trong lễ hội lúc chồng bà còn sống, đeo vòng chân, vòng tay, lập lắc, vòng tai, nhẫn, cùng nhiều đồ trang sức khác càng khiến cho vẻ đẹp của Judith thêm lộng lẫy.
Nghe tin báo, Holofernes bước ra khỏi lều và nhìn kỹ người phụ nữ trước mặt. Vị tướng của người Assyria và các tướng phò tá đều bất ngờ trước nhan sắc của Judith, viên tướng mời cô ăn tối và định tán tỉnh như lời Sách Judith: "Ông đắm đuối vì cô nên uống rất nhiều rượu; có lẽ suốt cả đời, chưa ngày nào ông uống nhiều như vậy" (Judith 12:20). Nhân lúc viên tướng ngủ say thì Judith bắt đầu mưu toan hành sự. Đoạn cô tiến đến phía đầu giường của tướng Holofernes, gỡ lấy thanh đại đao của ông, rồi lại gần giường, nắm lấy tóc ông. Cô nói: "Lạy Đức Chúa, Thiên Chúa Israel, giờ đây xin ban sức mạnh cho con!". Cô lấy hết sức bình sinh chém vào cổ ông hai nhát cho đầu lìa khỏi thân. Rồi cô lăn xác ông xuống đất, tháo mùng ra khỏi cọc. Một lát sau, cô đi ra và trao thủ cấp tướng Holofernes cho người nữ tỳ. Cô bỏ thủ cấp vào cái túi da đựng thức ăn; rồi cả hai cùng đi ra như thói quen vẫn làm khi đi cầu nguyện. Họ băng qua doanh trại, đi dọc theo khe, tiến lên núi Bethulia và đến cổng thành (Sách Judith 13:6-10).

## Hình ảnh

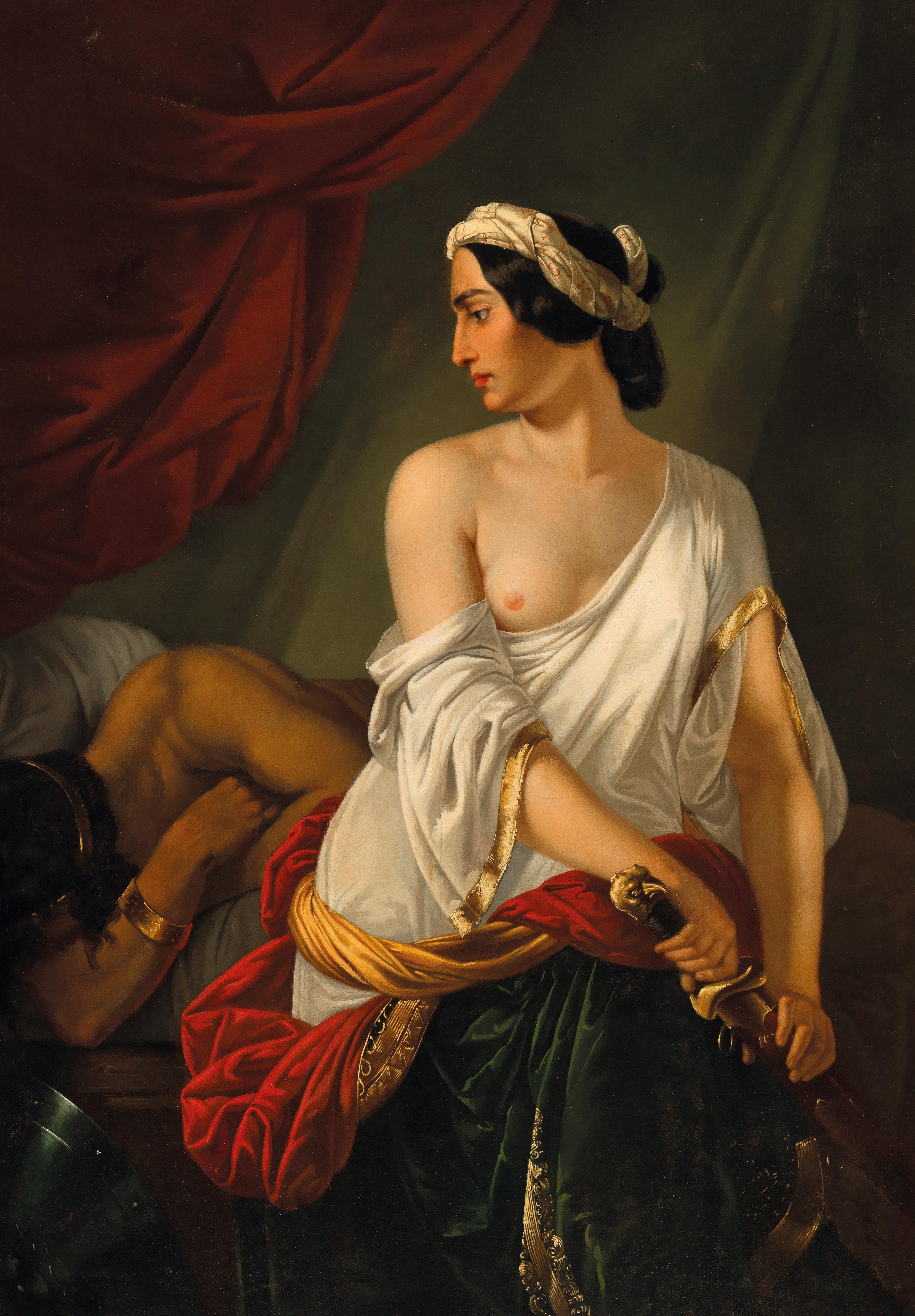
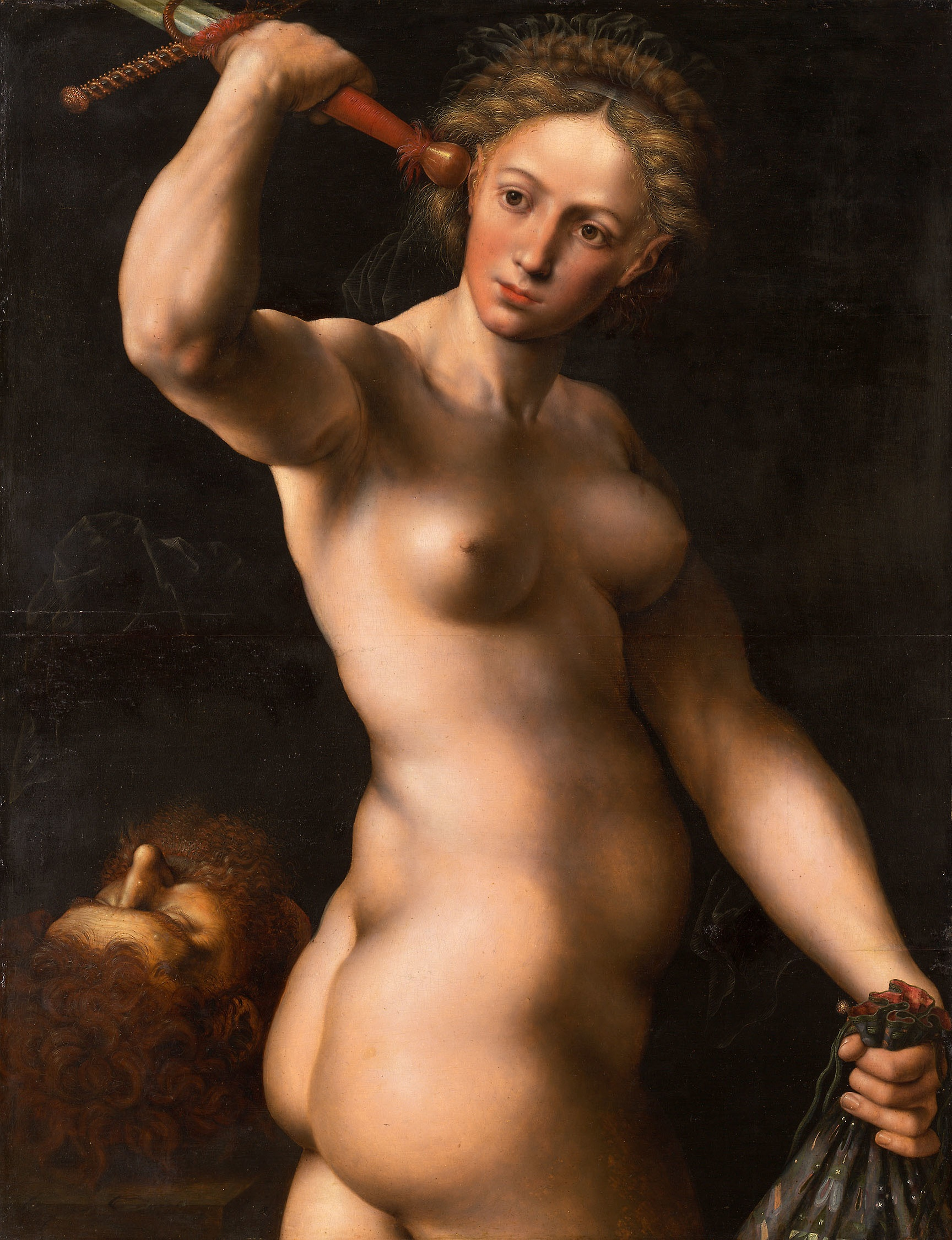
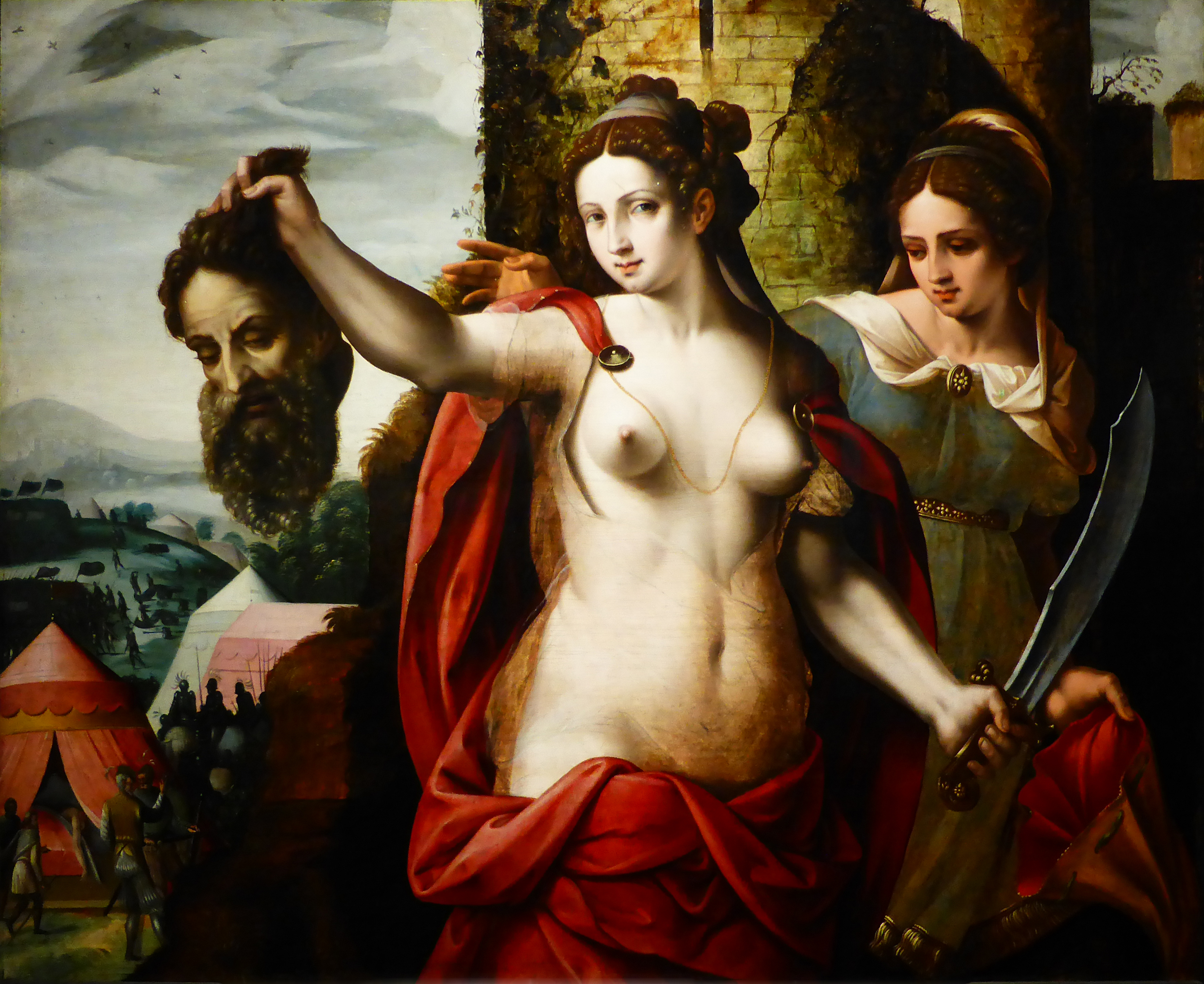
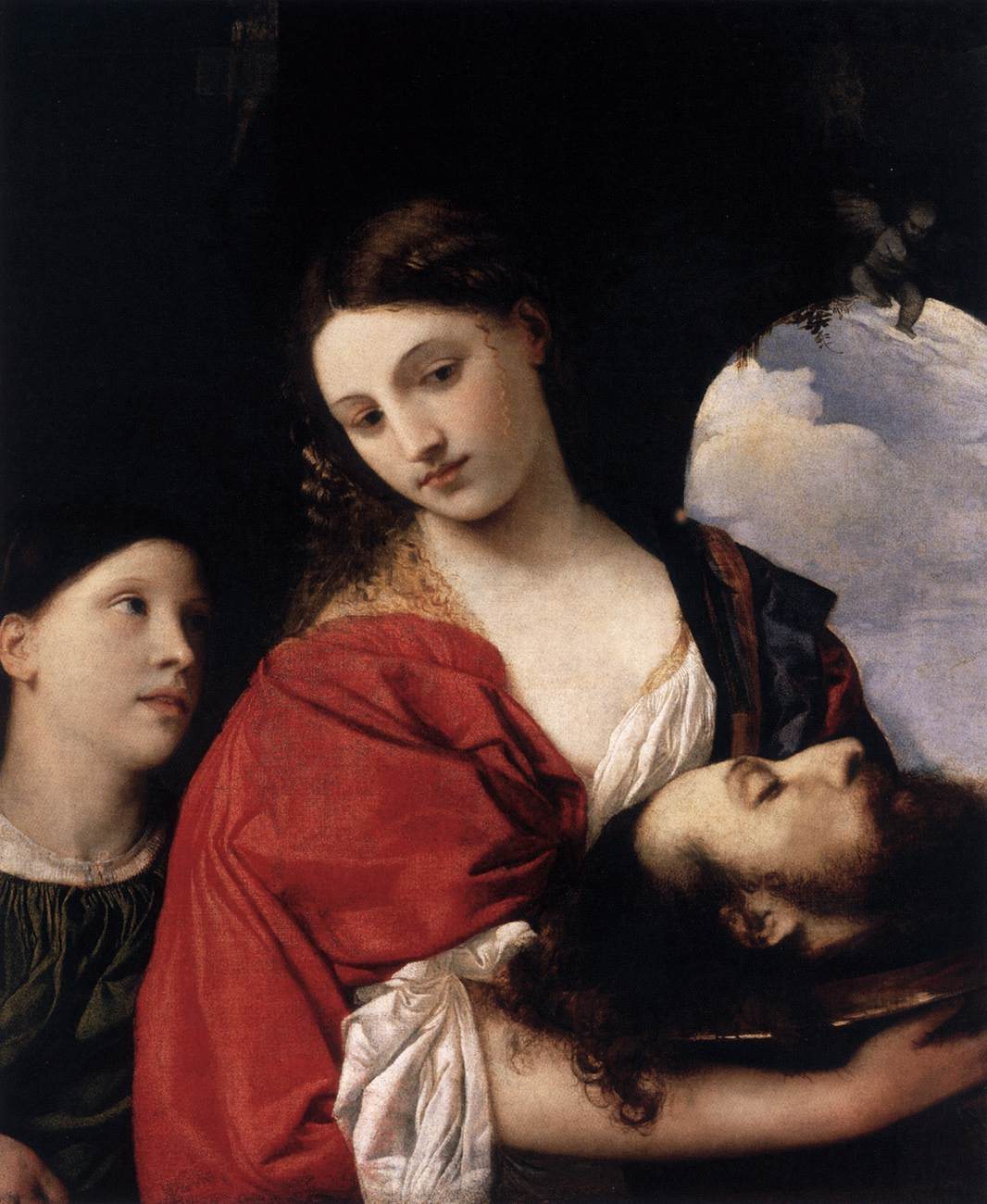